# ボーンビル・カレッジ
ボーンビル・カレッジ (Bournville College)、ないし、ボーンビル・カレッジ・オブ・ファーザー・エデュケーション (Bournville College of Further Education) は、バーミンガム郊外のロングブリッジ (Longbridge) にある継続教育（ファーザー・エデュケーション）カレッジ。ボーンビル・カレッジが提供しているコースの中には、一般教育修了上級レベル（A-Level）、商業技術教育委員会（BTEC）、全国職業資格（NVQ）などの資格が得られるものや、徒弟修行を経験するもの、特別な求めに応じた認定がなされるものなどもある。ボーンビル・カレッジは、Training Quality Standard (TQS) の認定を受けている。
2009年5月、ボーンビル・カレッジは、「雇用者の見識 (Employer Views)」と「訓練品質基準 (Training Quality Standard)」において「特に優れている (outstanding grades)」と認定された。2011年1月のオフステッド (教育水準監査院：Ofsted) の査察では、グレード3（合格）の報告が出された。

## 沿革
ボーンビル・カレッジは1913年9月に、ボーンビルにあるキャドバリー社のチョコレートや菓子の工場で働く労働者たちに義務的に教育機会を提供することを目的として、ボーンビル・デイ・コンティニュエーション・スクール (Bournville Day Continuation School) として創設された。この学校は、当初は近傍の集会場や教会などの施設を使用して授業を行っていたが、1925年にボーンビルの中心にあるグリーン (Green) に面した位置に校舎が建設され、後にこの施設は現在のバーミンガム・シティ大学 (Birmingham City University) の前身であるセントラル・イングランド大学 (University of Central England) によって使用され、現在は、バーミンガム・シティ大学のキャンパスのひとつとなっている。1930年代以降は、キャドバリーの従業員ばかりでなく、近傍の他の工場の従業員などもこの学校で学ぶようになっていった。
現在のボーンビル・カレッジという名称は、1949年から用いられている。1960年代には規模の拡大が行なわれ、授業はボーンヴィル一帯の様々な場所で分散して行なわれるようになっていった。
1973年、カレッジは、バーミンガム・ポリテクニック（Birmingham Polytechnic：現在のバーミンガム・シティ大学の前身のひとつ）のキャンパスのひとつであったブリストル・ロード (Bristol Road) に面した場所 (北緯52度25分45秒 西経1度57分10秒 / 北緯52.42914度 西経1.95266度) へ移転した。2011年には、ロングブリッジにあるMGローバーの自動車工場跡の一角を占める4.2エーカー（およそ1.7ヘクタール）の敷地に新築された15,000人の学生を収容可能とされる現在のキャンパスへの移転が行なわれた。

## 施設
カレッジの中央には、学習資料センターが設けられており、最新のソフトウェアを備えた300台以上のコンピュータ、図書室、eラーニング教材、学術雑誌や一般雑誌、インターネットへのアクセスが用意されている。「Urban Serenity and Urban Elegance department」では、理美容に関わる現代の標準的設備を備えたサロン、実習が行なわれている。スポーツ施設の中には、70台のフィットネス機器と、サウナ、スチーム・ルーム (steam room) などもある。体育館には、バスケットボール、ネットボール、バドミントン、5人制フットボールなどのコートがある。